# 内海町 (広島県賀茂郡)
内海町（うちのうみちょう）は、広島県賀茂郡にあった町。現在の呉市の一部にあたる。

## 地理
- 河川：野呂川[1]

## 歴史
- 1889年（明治22年）4月1日、町村制の施行により、賀茂郡内海村が単独で村制施行し、内海村が発足[1][2]。
- 1896年（明治29年）1月1日、町制施行し内海町となる[1][2]。
- 1910年（明治43年）辻村機業場設立[1]。
- 1944年（昭和19年）1月1日、賀茂郡内海町、三津口町と合併し、安浦町を新設して廃止された[1][2]。

### 地名の由来
次の諸説あり。
1. 島嶼前にありその内海であるため。
2. 大眺山の常広城主、内海民部貞明にちなむ。

## 産業
- 農業

## 交通

### 鉄道
- 1935年（昭和10年）国有鉄道三呉線（現呉線）が全通し、三津内海駅（安浦駅）開設[1]。